# Sing it Again Rod
Sing it Again Rod è la prima raccolta di Rod Stewart, pubblicata nel 1973 dalla Mercury Records.

## Tracce
1. Reason to Believe – 3:45
2. You Wear it Well – 4:10
3. Mandolin Wind – 5:25
4. Country Comfort – 4:41
5. Maggie May – 5:12
6. Handbags and Gladrags – 3:58
7. Street Fighting Man – 4:59
8. Twistin' the Night Away – 3:07
9. Lost Paraguayos – 3:50
10. (I Know) I'm Losing You – 5:03
11. Pinball Wizard – 3:09
12. Gasoline Alley – 4:02

## Classifiche

### Classifiche settimanali
| Classifica (1973) | Posizione massima |
| ----------------- | ----------------- |
| Australia         | 11                |
| Canada            | 16                |
| Regno Unito       | 1                 |
| Stati Uniti       | 31                |

### Classifiche di fine anno
| Classifica (1973) | Posizione |
| ----------------- | --------- |
| Regno Unito       | 15        |